# 蒙托利耶
蒙托利耶（法語：Montholier，法語發音：[mɔ̃tɔlje]）是法国汝拉省的一个市镇，属于隆斯勒索涅区。

## 地理
蒙托利耶（46°53'52"N, 5°38'51"E）面积7.99 平方千米，位于法国勃艮第-弗朗什-孔泰大區汝拉省，该省份为法国东部内陆省份，北起上索恩省，西北接科多尔省，西临索恩-卢瓦尔省，南至安省，东与杜省和瑞士接壤。
与蒙托利耶接壤的市镇（或旧市镇、城区）包括：欧蒙、大阿贝尔热芒、布赖南、格罗宗、纳维莱、图尔蒙。

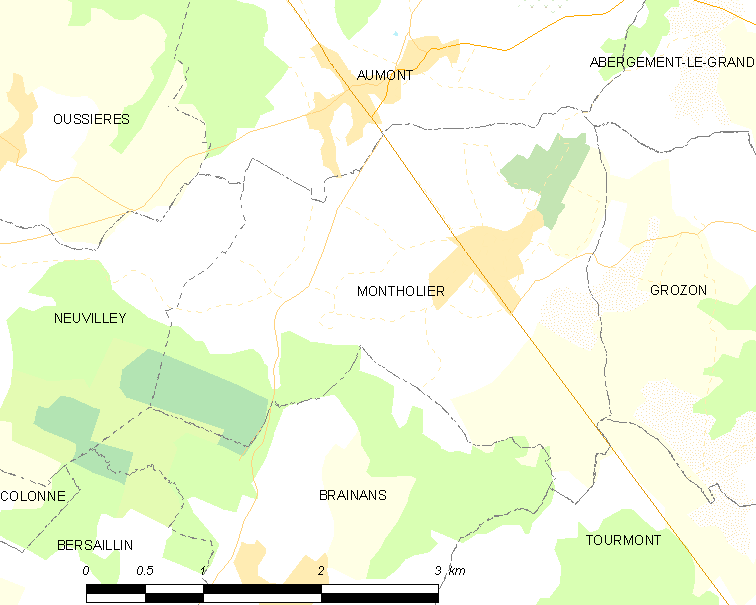
蒙托利耶的OSM定位图

蒙托利耶的时区为UTC+01:00、UTC+02:00（夏令时）。

## 行政
蒙托利耶的邮政编码为39800，INSEE市镇编码为39354。

## 政治
蒙托利耶所属的省级选区为布莱特朗县。

## 人口

1962-2008年间蒙托利耶人口变化图示

蒙托利耶于2022年1月1日时的人口数量为369人。